# Háj (okres Košice-okolí)
Háj (maďarsky Áj) je obec na Slovensku v okrese Košice-okolí.
Nachází se na hranici Košické kotliny a Slovenského krasu. Poddanská obec, patřící k Turnianskému hradnímu panství, se poprvé připomíná v letech 1357 a 1409. Od 18. století patřila rodině Keglevichovců. V roce 1715 měla obec 14 poddanských rodin. V posledních desetiletích 19. a 20. století počet obyvatel klesl o více než třetinu. Obyvatelé se vedle zemědělství věnovali ovocnářství.

## Příroda
U obce se na Hájském potoce nacházejí Hájské vodopády. Na katastrálním území obce, na jižním úpatí Jasovské planiny, se nachází Jeskyně Skalistý potok. Jde o nejdelší a nejhlubší jeskyní v Slovenském krasu. Na území obce se nachází také Kuní propast, jeskyně a propast ležící na jižním okraji Jasovské planiny. Je vytvořená v druhohorních střednětriasových vápencích silického příkrovu. Dosahuje délky 813 m a hloubky 203 m.

## Dějiny
Obec leží v hlubokém údolí mezi horami a vznikla mnohem později než staré vesnice v Turnianském prédiu, jako jsou Turňa nad Bodvou, Žarnov, Dvorníky-Včeláre a Hrhov. Háj byl osídlen až v době kolonizační a poprvé se připomíná v roce 1340, když před Jasovským konventem došlo k rozdělení majetků mezi jednotlivými větvemi potomstva KOMES Tekuša. Háj vnikl pravděpodobně někdy v druhé polovině 13. nebo na počátku 14. století na původním rozsáhlejším katastru Turné n. B. Než vznikla vesnice Háj, existoval potok se stejným názvem a podle něj je pojmenován vrch; název vesnice vznikl tedy podle názvu potoka. Už v tzv. znovuzakládací listině Jasovského proboštství z roku 1255 se uvádí při popisu jižních hranic majetku Jasovského kláštera vrch Ayfey.
Hranice je popsána od katastru Debraď na západ, směřuje k jihu Nyhatateluke ležící u Černého lesa a jde dál západně mezi dvěma vrcholy, z nichž jeden se nazývá Ayfey, ležící z jižní strany, a druhý Hygysheg, ležící ze severní strany. Šmilauer ztotožnil vrch Ayfey s vrchem ležícím východně od dnešní Hačavy (kóta 982 m n. m.) a Hygysheg (tj. Hegyeshegy, Spitzberg) zase s dnešním Jelením vrchem (kóta 949 m n. m.).
Po vybudování středověkého feudálního hradu Turna někdy kolem roku 1357 patřila vesnice Háj k tomuto hradu. Když král Zikmund v roce 1409 vyměnil hrad za hrad Slavonii, uvádí se mezi jeho příslušenstvím i vesnice Háj (Ay). Háj se v portálním soupisu Turnianské stolice vzniklém kolem roku 1430 ze zmíněných důvodů již neuvádí. Podle portálního soupisu z roku 1567 bylo v Háji 6 celých (4 celé a 4 poloviční sešit), 7 chalupníků, 5 opuštěných domů, 1 nový dům a 1 svobodník. Podle portálního soupisu z roku 1578 zde bylo 6 celých, 4 poloviční sest a 7 chalupníků. Háj nebyl tehdy poplatný Turkům.
Podle soupisu domů Turnianské stolice z roku 1598 bylo v Háji napočítáno kromě rychtářského domu 36 obydlených a 1 neobydlený dům. Z těchto 37 hlav rodin mělo 14 jména maďarského původu: Zekely, Zabo (2), Herczeg, Ay, Santha, Kiraly, Odaky, Sarogh, Theöreök, Hasas, Kazdagh, Zaloczy, Nagy, dále 9 osob jména slovenského původu: Kosso, Jeczko, Chys, Laczko a 14 nejistého původu: Ambrus Lengyel, Koczys, Hardy, Ando, Baba, Totth, Gal, Koczy. Z těchto jmen vidět, že koncem 16. století se zde mísilo maďarské a slovenské obyvatelstvo. Jelikož Háj byl již ve středověku v podstatě maďarská vesnice a nové slovanské obyvatelstvo sem nepřicházelo najednou, postupně se vždy pomaďarštilo. O převaze maďarského etnika ve vesnici svědčí i fakt, že roku 1608 zde byla filie kalvínské mateřské církve Turné n. B., kde byli tehdy kalvínští kněží maďarské národnosti.
Do roku 1715 počet obyvatel značně poklesl a v roce 1715 zde žilo pouze 14 poddaných sedláků a 1 svobodník, z nichž měli 4 osoby jména slovenského (2x Koso a 2x Miko) a ostatní maďarského původu – Andor (r. 1720 Ando), Babas, Benedek, Boldisár, Hayd, Kulcsár, Maruš (r. 1720 Maros), Miklos, Orbán, Szaloczi). Po roce 1720 přichází nové obyvatelstvo a podle lexikonu osad z roku 1773 se zde mluvilo maďarsky a slovensky.
Koncem 18. a v první polovině 19. století se slovenské obyvatelstvo pomaďarštilo a Fényes v roce 1851 již uvádí Háj jako maďarskou vesnici.
Háj je uvedeno v dokladech takto: poss. Ay (1340), villa Ay (1409), Ay (1567), slovensky Haj a maďarsky Ay (1773), slovensky Haj a maďarsky Aj (1786), slovensky Háj a maďarsky Aj (1808), slovensky Háj a maďarsky Áj (1903 ). Z uvedených dokladů vidět, že název i se od začátku prakticky neměnil a je maďarského původu. V maďarštině slovo znamená údolí, rokle, údolí se silným zářezem. Maďarský název nelze vysvětlovat jeho původem ze slovenského slova háj (listnatý les, obvykle malý), neboť při přechodu slovenského slova (názvu) do maďarštiny počáteční g, h neodpadne. Například vesnice Háj v Turci se v nejstarších dokladech uvádí pod maďarským názvem Gaj, tedy ještě se souhláskou g (r. 1264 villvani de Gay, r. 1281 villa Gay). Roku 1272 se při popisu katastru Fintice vzpomíná potok Aypotak, tekoucí již ve hornatém terénu a ani tento název nesouvisí s hájem. Potok tekoucí přes vesnici se i dnes nazývá Ájpatak a údolí Áje völgy a název potoka tu byl již před vznikem vesnice.